# Антоний Велики
Антоний Велики, също авва Антоний или свети Антоний е египетски християнски монах аскет. Смята се за основател на християнското монашество. Той е и първият от т.нар. Пустинни отци. 
В негова памет се празнува празникът Антоновден (17 януари по Григорианския и по Новоюлианския календар), който е и популярен имен ден. Следващият ден е Зимен Атанасовден, посветен на Атанасий Велики (около 300 – 373), епископ на Александрия, възприеман в българския фолклор като брат на Антоний Велики, въпреки че е само негов биограф и автор на първото му житие (Вита Антоний – около 360 г.).

## Житие
Антоний е роден около 251 г. в Кома, близо до Хераклеопол, в южните крайща на Долен Египет в семейство на заможни християнски родители – копти. Получава добро образование, а родителите му го възпитават в дух на добродетелност, съзерцателност и въздържание, който той следва и след като на 20 години (ок. 271 г.) остава кръгъл сирак. Под влияние на библейските думи: „Ако искаш да бъдеш съвършен, върви и продай всичко, което притежаваш, и го раздай на бедните; Така ще имаш своето съкровище на Небесата; па дойди и ме следвай!“ (Матей 19,21), той раздава на бедните наследството си, поверява по-малката си сестра на християнска девическа общност и се оттегля в усамотение, първо – в една колиба в близост до неговото село, a по-късно – в стари гробници и развалини на края на пустинята. Докато е там редовно е сполитан от страховити или съблазнителни видения (сюжет на много картини), сред които – на черно хлапе (негърче) или на хубава жена, за които в агиографията се твърди, че всъщност са били Сатаната в човешки образ, мъчещ се да въвлече светеца в прелюбодеяние/блудство.
Други атаки на злите сили включват, според житиетата му, появата и шетането из обителта му/пещерата му на демонични зверове, дошли да го мъчат телом. Някои от тези бесове стигат дори дотам, че му нанасят истински рани, включително – смъртоносни. Тъкмо тогава, Исус Христос, на когото още отначалото се е молил често за помощ, внезапно му показва присъствието си. Св. Антоний се обръща към него: „Къде беше благий, Иисусе? Къде беше досега?“ В отговор чува глас: „Тук бях, но чаках да видя твоето мъжество. А сега понеже храбро се бори, всякога ще ти помагам.“, след което го изцерява, обещава му слава и му дава способността да лекува. Други Божи дарове, с които е удостоен, са чудотворство и прозорливост; благодарение на тези неща и на голямото си благочестие и на много езичници приели християнството в резултат на усилията му, той наистина се прочува, особен когато се мести (35-годишен, т.е. около 286 г.) отвъд река Нил, на връх Конзим в близост до Червено море.  
Когато Авва Антоний прониква в дълбочините на пустинята, той пита Господ: „Господи! Защо едни хора умират млади, а други доживяват дълбока старост? Защо едни са бедни, а други – богати? Защо нечестивците са богати, а благочестивите люде – бедни?“, на което божеството отговаря: „Антоний! Ти внимавай над себе си! Това са Божии съдби и нямаш полза от това да ги изучаваш“. В новото си убежище, той се опитва съвсем да се изолира от света, (почти напълно) зазижда входа на помещението си и само два пъти годишно му носят хляб и му го пускат през покрива. Въпреки това е често посещаван от болни хора, на които помага, от други отшелници търсещи компания и съвет, както и от разни други ученици и почитатели – дори самият император Константин Велики му праща писмо. Особено близък е с авва Пимен, на когото веднъж казва: „Велик подвиг за човека е покаянието за своите грехове пред Бога и очакването на изкушения до последния дъх!“ 
В беседите си Антоний обича да цитира Библията, например: „Аз обаче ви казах истината – говори Той, – за вас е по-добре Аз да си замина; защото, ако не замина, Утешителят няма да дойде при вас; ако ли замина, ще ви го пратя“ (Йоан 16,7) и „Огън дойдох да туря на земята и колко бих желал да беше вече пламнал!“ (Лука 12,49). Първото тълкува, като призив към преданост към Бога, а второто – като знак за неговата милост. Призовава към търсене на благодатта на Светия Дух, позовавайки се на (Матей 6,33), настоявайки че именно тя е Божието царство. Към края на живота си (оцелява до 105-годишна възраст, запазвайки телесното си здраве и сила до самата си смърт – 17 януари 356 г.) преподобни Антоний Велики участва в Александрия, Египет в религиозен спор, с привърженици на арианството, които така умело опровергава, че успехът му е наречен „тържество на християнството“ (термин с различно значение от по-късния „тържество на православието“).

## Култ към свети Антоний
Светецът указва на присъстващите на кончината му двама негови ученици да скрият останките му и да пазят в тайна мястото на погребението му. Все пак по-късно мощите му са открити и тържествено пренесени в Константинопол, а впоследствие – в градче, в околностите на Виен, Франция.
В България има няколко храма в чест на светеца. Най-известният е възрожденската черква „Свети Антоний Велики“ в Мелник. На светеца е посветен и храмът в село Вълково. През 2010 година е осветен параклис в чест на свети Антоний Велики в Кремиковския манастир.

## Мъдрост и слова на св. Антоний
Сред поученията на Антоний Велики са:
„Огледай обкръжаващите те и знай, че началниците имат власт само над тялото, а не над душата, и винаги помни това в мислите си… Бог е създал душата свободна и самовластна и тя е свободна да постъпи така, както иска – добре или лошо“.
„Който кове парче желязо, обмисля от началото какво иска да направи от него – коса, нож или брадва. Така ние сме длъжни да мислим към каква добродетел се стремим, за да не се трудим напразно“.
„За да не изпаднем в безгрижие, нека си спомним думите на светия апостол «всеки ден умирам» (1 Кор. 15,31). Когато ставате от сън, помислете си, че няма да доживеете до вечерта. Когато си лягате, помислете, че може би няма да видите разсъмването на деня. Този, който всеки ден се приготвя за смъртта, ще се предпази от грях“.
„Аз се молих за вас, казал той някога на своите ученици, да се удостоите и вие да получите този велик огнен Дух, който получих аз. Ако искате да Го получите така, че Той да пребъдва във вас, принесете най-напред телесни трудове и смирение на сърцето, и въздигайки своите помисли към небето, ден и нощ търсете с чисто сърце този огнен Дух – и Той ще ви се даде завинаги и навеки … и Той, когато бъде приет от вас, ще ви открие небесните тайни, ще прогони от вас страха от хора и зверове и вие ще пребъдвате в небесна радост ден и нощ и, живеейки още в плът, ще бъдете подобни на тези, които вече се намират в Царството Небесно.“ (Добротолюбие, т. 1, с. 35)